# Prospalta aroana
Prospalta aroana là một loài bướm đêm trong họ Noctuidae.